# Frets on Fire
Frets on Fire es un videojuego musical de código libre ganador de la competición de desarrollo de videojuegos Assembly demo party de 2006. Está escrito en Python y usa la librería Amanith.

## Modo de juego
Frets on Fire es un juego similar al conocido Guitar Hero, de modo que el jugador simula el acto de tocar una guitarra. Las notas aparecen en la pantalla sincronizadas con la canción, y son tocadas manteniendo presionadas las teclas correctas (frets) y marcándolas pulsando Enter (pick button) en el momento preciso. El punteo en las notas correctas incrementa el coeficiente por el que se multiplican los puntos ganados al tocar (x2, x3 y hasta x4), pero una sola nota incorrecta hace que este coeficiente vuelva a x1. Si bien no hay ningún objetivo establecido para las canciones, la puntuación obtenida puede ser comparada con la del resto de jugadores en la web oficial.
El carácter más distintivo del juego es la forma de controlarlo: el teclado se coge con ambas manos como si de una guitarra se tratase, con la mano izquierda en los botones F1-F5 y la derecha en el botón Enter. Debido que algunos teclados no reconocen la pulsación simultánea de algunas de estas teclas, el juego permite cambiarlas para evitar este problema.

## Características
- 4 Niveles de dificultad (Supereasy, Easy, Medium y Amazing).
- Un tutorial, que de maestro, tenemos a un tipo que presume sus habilidades en el juego: Jurgen Guntherswarchzhaffenstrassen.
- Un editor de canciones.
- Modo carrera.
- Modo multijugador.
- 3 canciones, además de la posibilidad de descargar otras canciones hechas por otros y/o hacer canciones propias.
- Soporte para joystick, permitiendo usar una guitarra de Guitar Hero con adaptador PS2/USB y también con un controlador bluetooth se puede usar el mando de guitarra para Wii, aunque se deben usar varios programas y un script especial.[1]
- Posibilidad de "importar" canciones de Guitar Hero si se tiene lector DVD y 500 MB de espacio en disco.

## Mods

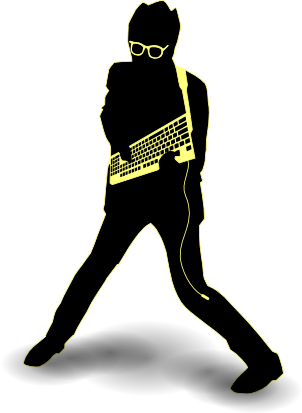
Mascota del juego.

Frets on Fire Además incorpora la posibilidad de agregar "mods" para maximizar su jugabilidad y modificar su apariencia física según los gustos del jugador. Los mods son variados y van desde mods como un skin de Bob Esponja hasta un cambio total hacia el Guitar Hero, modificando las notas, el skin, el fondo y más cosas. Además se incorpora la opción de varios jugadores y usar el bajo, la guitarra rítmica y la batería en el RF-Mod, el cual modifica el skin utilizando otro tipo de notas y llamas al rasguear una nota.
Uno de los mods más populares y usados es el Alarian Mod el cual recopila varios mods en un solo paquete, ya que incluye mods de todos los títulos de Guitar hero y Rock Band
También se pueden añadir muchas canciones de diversos juegos y reconocidas bandas a nuestro pc, estas canciones no oficiales se conocen como custom songs y son tanta su variedad y cantidad que podemos encontrar varias canciones de casi todas las bandas y artistas famosos.

## Editando Frets on Fire
Si usas Windows la ubicación debería ser algo así
```
 C:\Archivo de Programas\fretsonfire\data\songs
```

Si usas Linux la ubicación debería ser
```
 /usr/share/games/fretsonfire/data/songs/
```

Puedes crear carpetas y colocar las canciones de Guitar Hero y modificarlas:
- Para asignar una imagen o un color en el casete:

Dentro de la carpeta donde tengamos nuestra canción con sus respectivos archivos (guitar.ogg, note.mid, sog.ogg) existe un archivo llamado "song.ini"
si lo abrimos podemos configurar el nombre de la canción con autor y color del casete, ejemplo:
```
 [song]
 cassettecolor = #0c5c15 // código RGB de color en hexadecimal
 scores = // esta línea no hace falta, la coloca el juego
 name = Invincible
 artist = Muse
```

Si quieres colocarle una imagen al casete, en la carpeta donde esta la canción la misma del punto uno. Creamos una imagen.PNG con las medidas 256x128 colocamos lo que queramos y grabamos en el lugar especificado con el nombre "label.png"
- Carpetas:

También puedes colocarle colores al maletín y una imagen "library.ini" en la carpeta donde alojas el grupo de música y "label.png" para colocar imagen al maletín.